# Sadad
Sadad (en arabe: صدد) est un village chrétien de Syrie, à 60 kilomètres au sud de Homs et à 101 kilomètres au nord-est de Damas. Sadad est probablement le village mentionné dans l'Ancien Testament comme extrémité nord-est du pays de Canaan, sous le nom de Zedad, traduit en latin dans la Vulgate par Sedada. L'araméen y est encore parlé. 

## Histoire
Isolée entre le désert de Syrie et les parties plus peuplées de la Syrie, la communauté de Sadad est restée lié à l'église syriaque orthodoxe, cela malgré l'implantation musulmane de la Syrie au VIIe siècle. L'araméen reste une langue parlée, et utilisée dans les rites liturgiques. Sadad fut par le passé un carrefour important. Il y a des connexions évidentes entre Sadad et le monastère de Saint-Moïse-l'Abyssinien ; en effet d'après les écrits d'Istifan ad-Duwayhi, certains moines de ce monastère seraient originaires de Sadad.
Dans une lettre de 1881, un coordinateur de guerre français décrivait l'insécurité régnant dans ce village, où les habitants craignaient les raids des Bédouins. Malgré les taxes payées par les villageois aux tribus habitant dans la région, ceux-ci craignaient toujours d'être pillés. Les villageois dressèrent alors des barricades autour du village et des jardins alentour, afin d'empêcher tout cavalier d'entrer dans le village sans descendre de son cheval, ce que les Bédouins ne faisaient que rarement par petits groupes.
Durant la guerre civile syrienne, les habitants n'ont pas été épargnés, tout particulièrement en octobre 2013 lors de la bataille de Mahin et Sadad.

## Sites
On remarque la présence de plusieurs églises très anciennes, comme Saint-Bacchus (270), Saint-Théodore (XIIe), Saint-Sarkis (Sarkis, traduit par Serge en français) (XVIIIe). La particularité notable concernant ces églises est leur architecture totalement différente, au vu de leurs dates de construction, ainsi que la présence de fresques et peintures d'anciens diacres, ce qui est une particularité concernant les églises syriennes.
De plus, des frontons gravés en syriaque provenant de Sadad sont exposés au musée de la Civilisation de Damas.

## Démographie
Le village compte 3 000 habitants de façon permanente, et environ 6 000 habitants à l'étranger.

## Sources
1. ↑  Livre des Nombres, 34:8 ; Livre d'Ézéchiel, 47:15.
2. ↑  https://www.france24.com/fr/20151224-syrie-sadad-chretiens-orient-menaces-jihadistes-etat-islamique-noel-peur